# A fiú (könyv)
A fiú Kontra Ferenc magyar író huszonnegyedik könyve, a L’Harmattan  Kiadónál jelent meg Budapesten 2023-ban.
Műfaját tekintve a regény és a novellaciklus között helyezkedik el, ezt a műfajköztiséget erősíti az alcím is: Elszánt történetek. Minden történet úgy ér véget, mintha lezárt, klasszikus szerkezetű novellát olvasnánk, valójában azonban a következőben folytatódik a cselekmény, melyet a bűntörténet folyamatos feszültsége tesz izgalmassá. Számozott fejezetekre tagolódik a szerkezet, mintha regényt olvasnánk. Az író ezért a könyvéért Prima Primissima díjat kapott 2023-ban.
A könyv egyes részei korábban a következő lapokban, irodalmi portálokon jelentek meg: Hévíz, 2000, Bárka, Kortárs, Eső, Vigilia, Forrás, Tiszatáj, Opus, Magyar Napló, Élet és Irodalom, Litera.

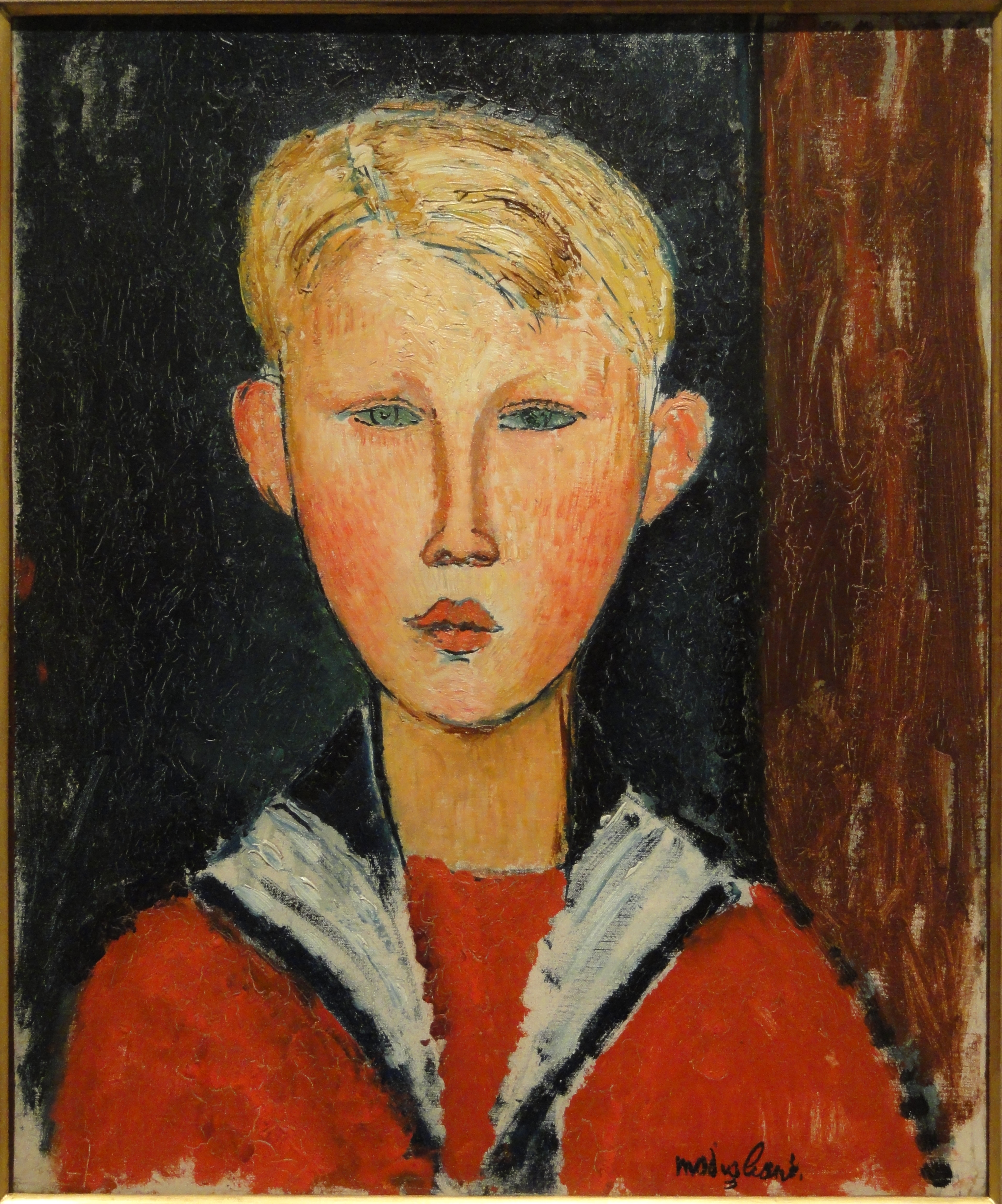
Amedeo Modigliani festménye szerepel a kötet címlapján, a főhős alakmása

## Történet

### 1.
Egy iskola a semmi közepén, melyet pusztaság vesz körül. Ennek ablakából figyeli a tanító a közeledő kamiont. Alkalmi utasokat hoz. Megáll a bejárat előtt. A kamionos közli vele, hogy nála hagyja az árván maradt fiút. Előbb tiltakozik, hogy mit kezdjen ő vele, végül beletörődik, hogy majd megoldja. Végső soron az ő diákja, ahogyan a többiek is, akik kerékpárral vagy gyalog járnak ide, ebbe az egyetlen tanterembe. Csak egy szolgálati lakás tartozik az épülethez. A tanító beleegyezik, hogy itt töltse az éjszakát, de másnap az árvaházba kell mennie. A fiú gyalog indul az őszi fasor mentén a városba. A tanító még visszahívná, de a fiú már döntött. Az árvaház a Monarchia jellegzetes intézménye, ahova csak az érkező házaspárok hoznak némi életet, hogy hazavigyenek valakit a választékból. Az egyik házaspár egy olyan fiút szeretne, mint amilyen az övék volt. Haza is viszik, úgy is nevelik, mint a sajátjukat, csak éppen a fiú nem tud az elvárásoknak megfelelni, nem tud az elhunyt fiú hasonmása lenni. A következő örökbefogadó családnál megtalálja a helyét. Neki tetszik az új környezet. Nevelőapjával kimennek a vasútállomásra, a mostohabátyját várják haza, aki színművész szeretne lenni, elfogadja újdonsült öccsét. Próbálja megértetni vele, hogy nem lesznek vetélytársak. Az idő rövid időt szánt neki, maga sem tudja már, mi volna jobb, a halál vagy az őrület.

### 2.
Az idő múlását relativizálja az a körülmény, hogy az idősíkok folyton váltakoznak. A fiú ugyanannak a családnak a három nemzedékét reprezentálja, személyében a nagyapa, az apa és az elbeszélő sorsa elevenedik meg, száz évet fogva össze. Ezért a fiúnak neve sincsen. A második fejezet három nyár története. Az elsőben az ébredő szexualitásé a főszerep. A másodikban a testvér érkezése, a várakozás feszültsége és az apa jelleme kerül a középpontba. A harmadik történet pedig arról szól, hogyan várták a holdra szállást egy kisvárosban. Mindhárom történetben fontos szerepe van a mágikus realizmusnak, a misztikus jelenségeknek, a gabonaköröknek, emlékeket magukkal ragadó viharoknak és a mindenen áthallatszó zenéknek, melyek világában felnő egy egész nemzedék.

### 3.
A nagyanya megszállottsága az elhunytak megfigyelésére irányul, közben észre sem veszi, hogy a fiúnak mennyire traumatikus minden látogatás a halottasházban. A postáskisasszony megszállott amatőr festő, aki művésznek képzeli magát, közben borsos áron adja a képeit, és aki nem vesz tőle, azt megzsarolja, hiszen a levelezőlapok és táviratok a titkok gazdag tárházát nyújtják. A mozi a kamaszkor ismerkedéseinek és pikáns történeteinek színhelye, felvillan számos jeles filmalkotása és sztár is. De vannak helybeli sztárjai is ennek a környéknek, egy javakorabeli szépasszony flörtölni kezd a fiatal kamionsofőrrel. A kalandokba a fiú is belekeveredik a barátaival, megpróbálják a bonyodalmakat a maguk javára fordítani. Ami viszont elkerülhetetlen, az a latinóra kínos fegyelme, és a még kínosabb latintanárnő, akit a legmeghatóbb római légiós történetek sem hatnak meg. A holló a fals énekesnő parafrázisa, akinek csábító erejéhez bizonyos pártfunkciók is hozzájárulnak.

### 4.
Megismétlődik a vonatjelenet. Csakhogy ezúttal a katonaságtól leszerelő fiú az érkező, aki hiába keresi az apját a peronon, nem úgy fogadják otthon, ahogyan szeretné. Magával hozza katonatársát, hogy ismerje meg az ő szülőföldjét. Nem is sejti, hogy ez lesz az utolsó találkozásuk, mert a jó barátot elsodorja a háború. A háborúban mindenki az ellenség prédája, ezt az látja legtisztábban, aki a frontvonalon áll, így a fiú a kívülállók pozíciójából ítélheti meg az eseményeket. A határfolyó áldozatokat és ártatlanokat is partra vet, itt tanyáznak a mocsár hiénái, akik kihasználnak mindent és mindenkit, amíg tisztázatlan a harc kimenetele. De még az sem lehet nyugodt, aki túléli, és azt gondolja, már mindenen túl van, oázist teremt maga körül, de ez csak látszat, mert a gonosztevők eljönnek újra, hogy feldúlják az életét. A fiú szeretné menteni, ami még menthető a régi nyugalomból, felesége van, és nyugalmat akar teremteni körülötte, elviszi a világ végének számító fjordokon is túlra, ahol a lelkek óceánja fölé terül a végtelen horizontja.

## A kötetről

### Az íróval készített interjúkból
- Írás közben számítottam az olvasó titokfejtő kedvére. Beavattam a szertartásba. A századforduló irodalmában engem máig lenyűgöz a bűntörténet, a rejtély és a lélektan összefonódása. Nekem mindig van ugyan elképzelésem a bűn geneziséről, de nyitva hagyok egy ajtót az olvasónak, hogy másmilyen következtetésre jusson. Szándékosan nem mondok novellákat, mert túlságosan zárt formának érzem. A történet elbír többféle kiterjesztést. Műfaji sajátossága a századforduló történeteinek, hogy legalább kétrétegűek, és gyakori az énkettőzés. Mindig ott vibrál a háttérben egy mögöttes világ, amiről sejtésünk van. Kétsoros kottát írok, mint amikor a zongorista egyszerre két sort olvas. A ködlovagokra éppen az összművészeti érzékenység volt jellemző, elég csak Bródy Sándorra, Csáth Gézára vagy Cholnoky Lászlóra utalnom. A fiú megírásánál gyakran eszembe jutott, hogyan inspiráltak ők.”[1]
- „Olyan volt nekem mindezt leírni, mint egy jutalomjáték. Felszabadultan írtam, néha még mosolyogtam is közben. Annyiszor elmeséltem, hogy eszembe jutott, miért ne írnám le, a mondatok régóta készen voltak a fejemben. Ennyi idő távlatából jó volt visszagondolni arra, hogy nekem boldog gyermekkorom volt. Lehet erre „ősparadicsomi” állapotként is tekinteni, ahogyan bárki így emlékezhet vissza gyermekkorának nyaraira. Számos emlékezetes ifjúkori történetet olvastam másoktól, melyek inspiráltak. Hamarjában Thomas Wolfe, André Gide, Günter Grass, Szerb Antal, Mario Vargas Llosa művei jutnak az eszembe. Jugoszláviában születtem, a transzkulturalizmus számomra a katonaságnál mutatkozott meg teljes színpalettájával. A téli olimpia idején voltam Szarajevóban katona. Néhány sportesemény helyszínén közreműködtünk, mint „hóhányók”. Éremszerző finálékat is láthattunk. A legjobb barátom egyik muzulmán katonatársam volt, tíz évvel később Szarajevó ostrománál vesztette életét. Kétségtelen, hogy írásaimban a törés- és határképzetek, a traumatapasztalat is innen eredeztethető.”[2]
- „Azok a történetek kerültek egymás mellé, amelyek tematikailag vagy más okból nem fértek bele a korábbi köteteimbe. Korábban megjelent már tőlem novellás kötetet, szorosan összefüggő elbeszélésekből álló regény, ahol lekerekedtek a történetek. Itt is ez történik. Ezért ezek az írások novellák, ugyanakkor mégsem azok. Ezek a legösszefogottabb történeteim. Az olvasó úgy érzi a szöveg végére érve, hogy befejeződött a történet, aztán a következő novella ott folytatódik, ahol az előző befejeződött. Még akkor is, hogy ha nagyok az időbeli ugrások. A száz év és „a” fiú a főhős. Még abban a két történetben is, amelyben nő a főszereplő. Mert pontosan tudjuk, ki az a nő, aki annak a fiúnak mesélte el az ő élete történetét, akivel már az előző novellában megismerkedtünk. A helyszínek és az idővonal folyamatos. Lényegében családtörténetről van szó.”[3]
- „Úgy épült a könyv, ahogyan egy utcasor: fel kellett egymás mellé húzni az épületeket, mindegyik megtalálta a maga helyét. Időben is így haladtam: végig a XX. századon. A korra jellemző stílusjegyeket is magukon viselik az egyes darabok: a századelő pszichoanalitikus és szecessziós jegyeit, a Monarchia világát, később pedig emblematikus dátumok és események adják a hátteret. Közben egyfolytában szól a zene. Minden olvasó beazonosíthatja, hogy pontosan mikor mit hall, mert mindenkinek vannak zenei emlékei, térben és időben el tudja helyezni őket. Sodrást is, feszültséget is ad, arra készteti az olvasót, hogy újra felvegye a könyvet. Novellákat olvas, de mindegyik a következőben folytatódik.”[4]

### Kritikai fogadtatása
- Thimár Attila: „Kontra Ferenc új elbeszéléskötete széles ablakot tár a délvidéki életre, amelynek sokféle mozaikdarabja a római kortól egészen napjainkig érve hever úton-útfélen ezen a tájon, és aki be akar lépni ennek a világnak a hangulatába, bátran vegye kezébe a könyvet, megbízható és hiteles kísérőt kap a narrátor személyében. Az elbeszélések legfőbb jó tulajdonsága a valósághoz való erős kapcsolódásuk. Hitelességükhöz nem fér kétség, részben mert nagyon is elképzelhető történetek, részben mert a szerző már más könyvében is megírta a történet alapjául szolgáló egyik-másik epikai magot, harmadrészt az epikai építkezés módja könnyen átélhető részünkről, olvasók részéről is. Egyrészt ismerősek az emberi helyzetek alapvonásai, másrészt ismerős maga az elmesélés módja, a közvetlen megszólalás, a baráti hangú, a pátosztól teljesen mentes elbeszélési mód. Az ilyen történeteket mi is hasonló módon mesélnénk el egy baráti borozgatás közben, s ez az ismerősség hangulatát kölcsönzi a szövegeknek.”[5]

- Nagy Koppány Zsolt: „Aforizmatikus tömörség („Úgy látszik, minél kontúrtalanabb a vétek, annál elkeseredettebb és durvább az ellene folytatott küzdelem”), hosszú évek gondolkodása és tapasztalatai keresztmetszetében kijegecesedett, megszenvedett, de megfontolandó bölcsesség, emberi történetek – egyáltalán: történetek, mert ez a kötet klasszikus történetközpontú, történetmesélő, a prózaírás eredeti funkciójához elegánsan visszatérő szövegeket sorakoztat föl –, ha kell, kegyetlen, ha kell, szépen és visszafogottan érzelmes, hangulatokat megidéző, kis és nagy tragédiákat félsorokkal felvillantó jellemvonások, filmszerűség: mindez egyszerre és felváltva található meg a kötetben, az olvasó nagy örömére és gyönyörűségére.”[6]

- Bence Erika:„A könyv első fejezetének novellái időtlen térbe helyezik a névtelen Fiú történetét, mely így – az elsőszülött vagy a tékozló fiú toposzától a krisztusi jelentésekig – elvont, mitológiai, bibliai és tropikus, vagy akár popkulturális tartalmak közvetítője lehet. A címadó novella például egy árván maradt, törvénytelen, ezért számkivetett gyermek történetét beszéli el, ugyanakkor a szeretetet és otthont (szállást) keresővel szemben tanúsított mindenkori érzéketlenség képét is elénk vetíti. A Hasonmásban az árvaházból kiemelt fiúnak egy házaspár elhunyt gyermekét kellene helyettesítenie úgy, hogy a „szülők” eközben igyekeznek megfosztani egyéniségétől, identitásától. A szöveg mintha Spielberg 2001-es A. I. Mesterséges értelem című filmjének a párdarabja lenne. A szövegbeli gyerek is eleinte szeretne megfelelni a rárótt szerepnek, kötődésekre vágyik; a szülők, különösen az anya figyelmére és szeretetére. Ehelyett azonban mindkettőjükre (noha a novella főhőse élő ember) tárgyként tekintenek, s amikor többé nem az elvárt módon viselkednek, lemondanak róluk: a robotgyerek a hulladéktelepen végzi (onnan menekül egy felnőtt sorstársa segítségével), a fiút pedig szeretnék visszavinni az árvaházba. A fiú valójában egy típus, akit a huszadik század különböző történeti korszakaiban, közösségi szerepeiben és katasztrófahelyzeteiben (diktatúráiban és háborúiban) látunk felnőni. Az ismétlődő motívumok, reflexiók összekapcsolják, novellafüzérré, laza kötődésű kisregénnyé szervezik az egyes fejezetek különálló darabjait. A hold csendes színpadán című harmadik novellát úgy is felfoghatjuk, hogy az előző(k) folytatása, és a fiút új környezetében láthatjuk – ám az elvárt rendezett körülmények helyett nyomasztóan komor, feszült családi légkörben, ahol a deviánssá lett (feltehetően morfinista és depressziós) művész fiú nyomán támadt ürességet kellene kitöltenie.”[7]

- Mudriczki Judit: „Az otthontalanság és idegenség tapasztalatával kezdődő és a szeretteik elvesztésének fájdalmával, illetve a közelgő halálra való felkészülés gondolatával záruló, hol erősen személyes, hol inkább balladisztikus hangvételű kötetkompozícióban Kontra Ferenc a tőle megszokott lelki finomsággal és érzékenységgel, ám szándékolt kaleidoszkópszerű, az olvasót játékos és aktív figyelmességre késztető ábrázolásmóddal mutatja be a könyv címében fiúnak nevezett főhős sorsának alakulását. Az élőképszerű történetekből kirajzolódó fiktív életút ugyanakkor nagyon jól érzékelteti a szerző írói világának legmeghatározóbb és folyton visszatérő gondolatait is, és ezáltal szintézist teremt a korábbi művek és a személyesen megélt történelmi jelentőségű események emlékei között.”[8]

- Kemsei István: „A fiú se nem regény, se nem novellák gyűjteménye, illetve ez is, az is. Az első, ami azonnal feltűnik, hogy két történet tartalmában annyira összekapcsolódik, mintha ugyanannak a regénynek két fejezete lenne (Határfolyó, Hat vendég). A regényműfaj mellett szól a szerkezeti idő linearitása, az egymást követő történetek előre haladó mivolta is. Ami nincs az időtengelyre szabva, vagyis maga a történetmondó mintegy külső szemlélőként meséli el kitérőnek, közjátéknak tekinthető (Dzsemila, A leandervirág illata). Már a könyv címe is ravaszul félrevezető, ugyanakkor a mű célját megvilágító is. A kötetindító három történet központi figurája, a fiú, mint a szövegegységek egyre sűrűbb szövésű anyagának origója – az elbeszélő névtelenségben hagyott valamely 20. századi őse – az időkezdet előtti időnek jelöltje. Fiktív életének folytatásaként fogható fel mindegyik további elbeszélt szöveg.”[9]

- Bak Róbert: „A szépen lassan felnövő hősünk (hőseink) nyomán végigjárhatjuk szinte az egész 20. századot, szembesülhetünk annak változásaival, és azzal, ahogy ezeket fogadta ez a megannyi formában létező és a világtól folyton sanyargatott fiú. Kontra Ferenc ismét csak egy nehezen megfogható és nehezen megfejthető kisprózakötettel jelentkezett, amelyet elsősorban azoknak ajánlanám, akik szeretnek energiát befektetni az olvasásba, na meg azoknak, akik kedvelték a szerző korábbi munkáit, így például a Lepkefogót.”[10]

- Bakos András: „Szegedi bölcsészkari évfolyamtársai most megtudták, mi minden történt Kontra Ferenccel, miután Szegedről hazament. A Szegeden tanuló jugoszláv egyetemistának lejárt az útlevele, haza kell mennie meghosszabbítani. A határon gondja lehet, de reménykedik, hogy nem néznek bele az útlevélbe, mert nem mindig szoktak. Összeszorul a gyomra a buszon. Vele együtt utazó földije, egy lány, akinek ízlése, modora századeleji, operettet hallgat, és felháborítja a punkzene, megismeri a pecsételő határőrt, kedélyesen megszólítja, beszélget vele, eltereli a figyelmét. „Amikor kigördült a busz a határállomásról, csak annyit mondott, hogy még mindig nagyon sápadt vagyok, de nem baj, úgyis megáll a busz mindjárt a benzinkútnál, és ott majd hányhatok nyugodtan.” Kontra Ferenc Lidércek a téli éjszakában című novellája és új kötete, A fiú többek között arról mesél, hogyan bújna menedéknek látszó zugokba a lélek, és mitől válik olykor váratlanul otthonossá akár a senkiföldje is. A könyvet – aznap, június 9-én, amikor a szerző először a kezébe vehette – Szegeden mutatták be, a Szegedi Tudományegyetem könyvtárában. A József Attila- és Márai Sándor-díjas Kontra Ferencet egykori bölcsészkari évfolyamtársa, Újszászi Ilona újságíró kérdezte. Jelen voltak az egykori társak közül jó néhányan, és kiderült: akik azt gondolták, jól ismerték a fiút, most, negyven év után tudtak meg róla igazán fontos dolgokat.  Azt is, hogy ami a könyveiben olvasható, nem fikció.”[11]

- Oláh András: „Egy szokatlan időutazás részesévé válik az olvasó Kontra Ferenc önéletrajzi ihletésű novellagyűjteményében. Lélektani elemeket előtérbe helyező, életszagú történetek ezek, amelyeknek mindegyike egyszerre több aspektusból, más-más nézőpontból világít rá a dolgokra. A művekben folyton jelen van a zene, de a képzőművészet és az irodalom klasszikusai is felbukkannak. Hol Csajkovszkij, hol a Pink Floyd, esetleg olasz slágerek adnak aláfestést egy sajátos korszak, egy különleges világ pontosabb megértéséhez. A halálról, az ismétlődő végzetszerűségről beszél több műben is, de mindig az élet kapja a hangsúlyt. „A könyv mentőöv” – írja Kontra Ferenc a kötetzáró novellában. Köszönjük, hogy belekapaszkodhatunk.”[12]

- Házi Hunor: „Számomra éppen ezek a kötet végén lévő írások a legérzékletesebbek, az igazán „elszánt történetek”, melyben Kontra a délszláv háborúról, és annak folytatásáról rajzol megdöbbentő képet. A préda megfigyelése című novella erre az egyik legjobb példa, amikor az elbeszélő békefenntartóként dolgozik, és a „hazafiak” és a „helyiek” tovább zajló harcairól véletlenül megtudja a véres igazságot: hogy még mindig képesek gyilkolni, hogy az egyik fél valóban prédaként tekint a másikra, akinek muszáj menekülni, bujkálni, harcolni, ha élni akar. A szerző nem árulja el, kik a hazafiak és kik a helyiek, de talán sejteni lehet annak, aki többet tud erről az időszakról és régióról. Az elbeszélő és az olvasó számára is az a megdöbbentő, ahogy az egymás ellen acsarkodó felek éreznek; holott már hivatalosan béke van, mégis megy tovább az értelmetlen, kegyetlen küzdelem, háború „fű alatt” a maga borzalmaival. Szívszorító és gyomorforgató, hogy egyesek ebben az illegális harcban visszavedlenek állatokká, hogy kegyetlenkednek nemcsak az ellenséggel, hanem még saját katonáikkal is, hogy az egyik írásban miként vetik rá magukat megvadulva egy kiszolgáltatott, szerencsétlen nőre, akit foglyul ejtettek. Még mindig érthetetlenek ezek az indulatok, ezek az emberséget meghazudtoló, zsigeri gonoszságok; legalábbis a kívülállók számára, és remélhetőleg azok számára is, akik nem a XX. század fiai vagy mostohafiai.”[13]

- Beke Ottó: „Kontra Ferenc nem fedi fel a borítón látható figura kilétét, nem nevesíti őt a négy csokorba szedett huszonegy novella egyikében sem. Még keresztnévvel sem illeti őt. A többi szereplőnek van neve, időnként igencsak találó beszélőneve, gyakran pedig család- és keresztneve is, csupán a fiúnak nincs. Az olvasó az ő lelki rezdüléseiről értesül, miközben a fiú különböző élethelyzetekben találja magát, és igyekszik megbirkózni a mindennapi élet viszontagságaival, kihívásaival. Minden róla, a fiúról szól, végső soron azonban semmi sem szól róla; háttérbe szorítják az egyéni, a lokális és a világtörténelmi események. Nem a fiú elszánt – ő inkább mélabús és tépelődő, miként Modigliani címszereplője is az a festményen és a kötet borítóján –, hanem a történetek azok. A történetek elszántak és gyakran kemények, szívbemarkolóak. A fiú nem alakítója a történéseknek, inkább elszenvedi azokat. Sodródik a novellákban. Néha csak megemlíti őt egy-egy szöveg, mintegy mellékszereplőként hivatkozva rá, olyan személyként, aki nincs feljogosítva, hogy életének, sorsának alakítója, kovácsa legyen. Amikor pedig betölti egy-egy elbeszélés, elszánt történet terét, szövegkeretét, magukkal ragadják őt az események, saját életének, szűkebb-tágabb pátriájának, a Drávaszögnek egyrészt kisszerű, másrészt azonban szeretett mindennapjai, továbbá gyakran vérzuhatagos történései, tragédiái.”[14]